# Albert Hersoy
Albert Émile Reneld Hersoy (Hautmont, Nord, 19 de setembre de 1895 – Maubeuge, 24 de juliol de 1979) va ser un gimnasta artístic francès que va competir en els anys posteriors a la Primera Guerra Mundial.
El 1920 va prendre part en els Jocs Olímpics d'Anvers, on guanyà la medalla de bronze en el concurs complet per equips del programa de gimnàstica.